# Кузнецов, Игорь Робертович
Игорь Робертович Кузнецов (род. 24 декабря 1959) — российский прозаик, литературный критик, эссеист, журналист, редактор.
Окончил Литературный институт им. Горького в 1987 г. (семинар прозы Анатолия Кима).
В Союз писателей СССР был принят по рукописям в 1989 году, в настоящее время член Союза российских писателей и Союза писателей Москвы.
В 1989—1990 гг. заведовал отделом прозы в издательстве «Столица». В 1995—2001 гг. обозреватель «Литературной газеты», одновременно в 1996—2000 гг. редактор отдела эссеистики журнала «Ясная Поляна».
Публиковал статьи (в том числе посвящённых творчеству Милорада Павича, Милана Кундеры, Итало Кальвино), эссе и рассказы в журналах «Знамя», «Новый мир», «Иностранная литература», «Дружба народов», «Новая Юность», «Ясная Поляна», «Московский вестник», «День и Ночь».
Автор предисловия-биографии к роману Ивана Гончарова «Обыкновенная история» (М., Дрофа, 2002, 2009) в серии «Библиотека отечественной классической художественной литературы» в 100 томах, книги прозы и эссеистики «Бестиарий» (Москва, 2010).
В соавторстве с Татьяной Морозовой под общим псевдонимом Павел Генералов выпустил книги «Бригада: история создания сериала» (М.: ОЛМА-ПРЕСС, 2003) и серию остросюжетных романов «Команда: Хроника передела. 1997—2004» (СПб.: Лениздат, 2007—2008).

### Недавние публикации
«Человек по имени Милорад»
«Путь. Повесть о Тане»
«Остров прокажённых» «Остров прокажённых»
«Кто сказал счастье»
«Троллейбус от Первой Градской»
«Треугольник имени Достоевского»
«Гардеробщик»